# Blumberger Damm
Der Blumberger Damm ist eine Hauptverkehrsstraße im Berliner Bezirk Marzahn-Hellersdorf. Er verläuft in Nord-Süd-Richtung durch die Ortsteile Marzahn und Biesdorf. Der südliche Teil zwischen Cecilienstraße und Alt-Biesdorf wurde 1937 angelegt und seitdem zweimal umbenannt, der nördliche Teil entstand nach 1977.

## Verlauf
Der Blumberger Damm beginnt im Norden an der Gabelung der Wuhletalstraße und der Kemberger Straße in Marzahn. In seinem fast geradlinigen Verlauf nach Süden kreuzt er nach 1 1⁄2 Kilometern die Landsberger Allee. Kurz vor dieser Kreuzung teilt sich die Straße in zwei Richtungsfahrbahnen mit je zwei Fahrstreifen, die durch einen Grünstreifen getrennt sind. Zwischen der Eisenacher Straße und dem Alwineweg liegt auf der Ostseite das große Areal der Gärten der Welt. Ab Elisabethstraße führt der Blumberger Damm durch Biesdorf-Nord. An der Kreuzung mit der Straße Alt-Biesdorf, der auf gemeinsamer Trasse verlaufenden Bundesstraßen B 1 / B 5, geht der Blumberger Damm in die durch Biesdorf-Süd führende Köpenicker Straße über.

## Geschichte
Zwischen den Dörfern Biesdorf, Marzahn und Altlandsberg, zu Beginn des 19. Jahrhunderts weit hinter der östlichen Stadtgrenze von Berlin, verlief die Verbindungsstraße Straße nach Alt-Landsberg. Die Straßenführung reichte von Dorfanger zu Dorfanger und entspricht in Biesdorf heute etwa dem Verlauf der Oberfeldstraße. Mit dem Ausbau der Dörfer und ihrer Eingemeindung nach Berlin 1920 wurden auch die Fahrstraßen gepflastert und verbreitert. 1937 entstand eine neue Verbindungsstraße in Richtung Marzahn entlang der östlichen Peripherie von Biesdorf-Nord, die von Alt-Biesdorf bis zur Cecilienstraße reichte. Sie erhielt die Bezeichnung Globsower Straße, nach dem Ort Neuglobsow, und wurde später zum südlichen Teil des heutigen Blumberger Damms.
Beim Baubeginn für die neuen Berliner Stadtteile Marzahn II und Marzahn III sowie Marzahn–Nord und Marzahn-Ost wurde in Verlängerung der Globsower Straße eine neue Straße angelegt, die durch Marzahn bis zur Erich-Glückauf-Straße (seit 1992: Havemannstraße) führte. Als die ersten Bewohner in die Plattenbauten einzogen, wurde sie nach dem SED-Politiker Otto Buchwitz benannt. Um 1987 wurde auch die Globsower Straße in Otto-Buchwitz-Straße umbenannt.
Nach der politischen Wende begann eine durch den nun zuständigen Senat initiierte Umbenennung von Straßen, darunter fielen besonders die Namen von sozialistischen oder kommunistischen Persönlichkeiten. So erhielt diese Straße am 31. Januar 1992 die neue Bezeichnung Blumberger Damm nach Blumberg, einem Ort im Landkreis Barnim. Drei Jahre später erhielt das nördliche Teilstück, an dem der Charakter der Straße eher ländlich und die Bebauung geringer ist, den Namen Kemberger Straße. Damit verkürzte sich der ursprüngliche Blumberger Damm um einen rund 680 Meter langen Abschnitt.
Das mittlere Stück des Blumberger Dammes zwischen Landsberger Allee und Cecilienstraße wurde 1995–1996 erneuert und verbreitert. Um die Wende zum 21. Jahrhundert wurden zahlreiche Wohngebäude entlang der Straße saniert und modernisiert. Zur Verbesserung der Infrastruktur der Wohnviertel ließ das Land Berlin Anfang der 2000er Jahre parallel zum Blumberger Damm neue Fernheizungsrohre verlegen. Die Senatsverwaltung für Stadtentwicklung stellte 2007 für den südlichen Bereich um den Blumberger Damm einen Flächennutzungsplan auf, der eine Bestandsaufnahme des Umweltzustandes und Maßnahmen zur Erhaltung bzw. Verbesserung darstellt. Für das von Cecilienstraße, Wuhlestraße, Garzauer Straße, Buckower Ring und Blumberger Damm umschlossene Areal begann nach den Plänen der Bezirksverordnetenversammlung Marzahn-Hellersdorf im Jahr 2008 die Errichtung von Neubauten für Wohnen und Gewerbe unter frühzeitiger Bürgerbeteiligung.
Etwas verwirrend für Besucher Marzahns tragen einige östliche und westliche Erschließungsstraßen in die Wohngebiete ebenfalls den Namen Blumberger Damm.

## Verkehr
Auf dem Blumberger Damm verkehrt fast auf ganzer Länge der Schnellbus X69. Den nördlichen Bereich bedient außerdem die Omnibuslinie 197, einzelne Abschnitte des mittleren Bereichs die Linien 191 und 195, den südlichen Bereich die Linie 154. Die Straßenbahntrasse entlang der Landsberger Allee erschließt das nördliche Gebiet beidseits des Blumberger Damms.
Parallel zum gesamten Blumberger Damm verlaufen auf beiden Seiten Fahrradwege, die meist als kombinierte Fuß-/Radwege ausgeführt sind.

## Einrichtungen und Sehenswürdigkeiten entlang des Blumberger Damms

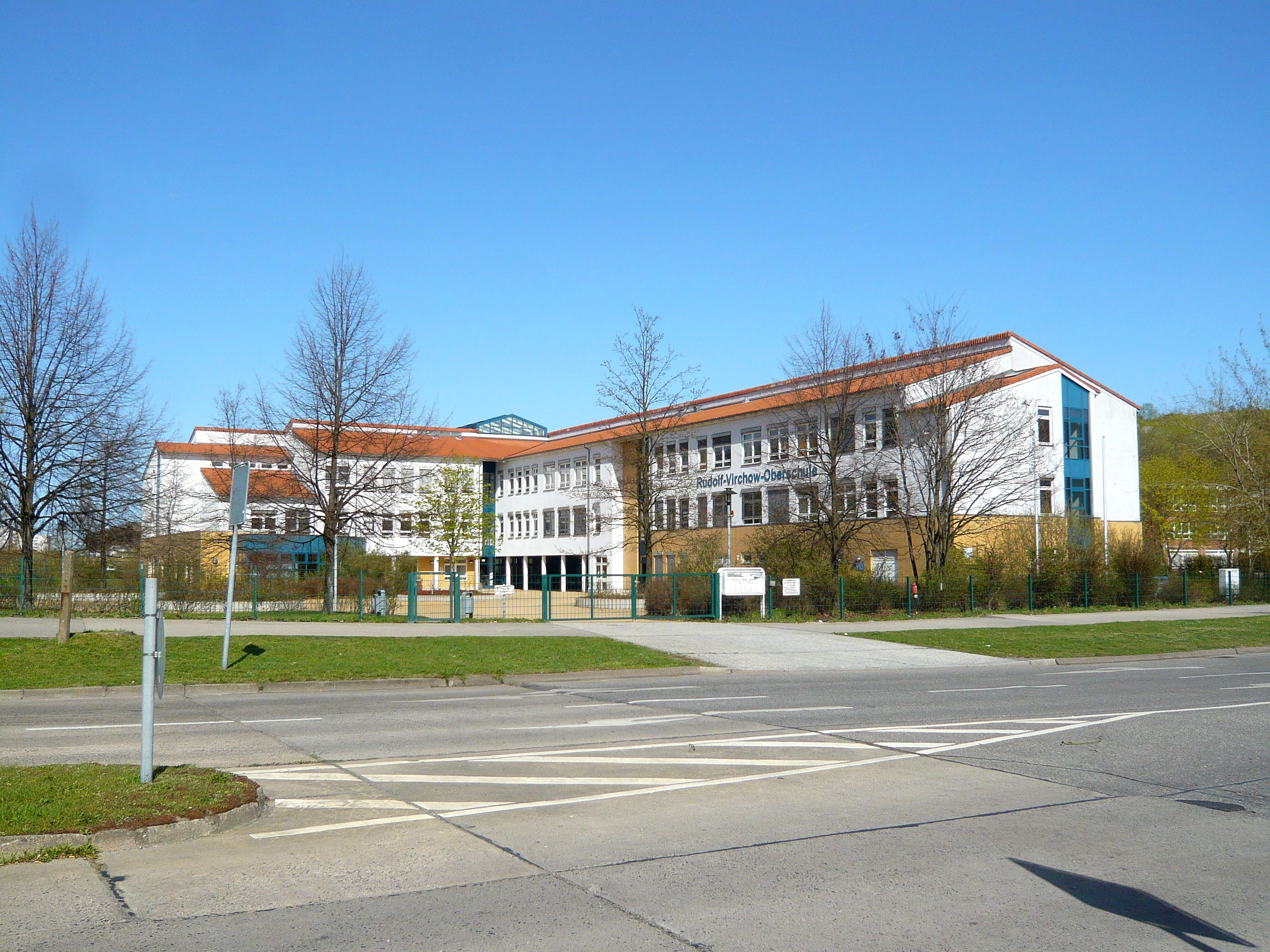
Rudolf-Virchow-Oberschule

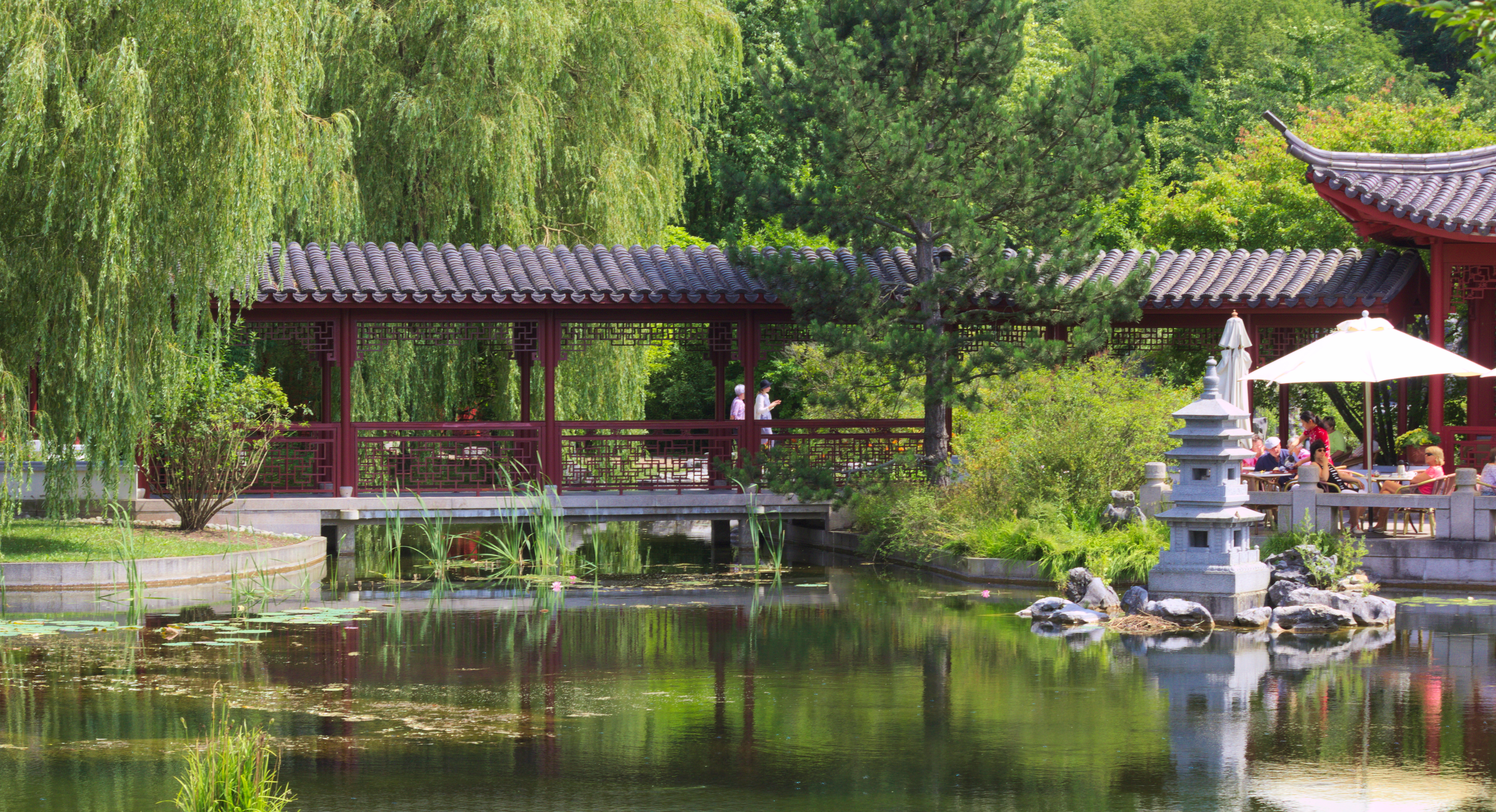
Gärten der Welt

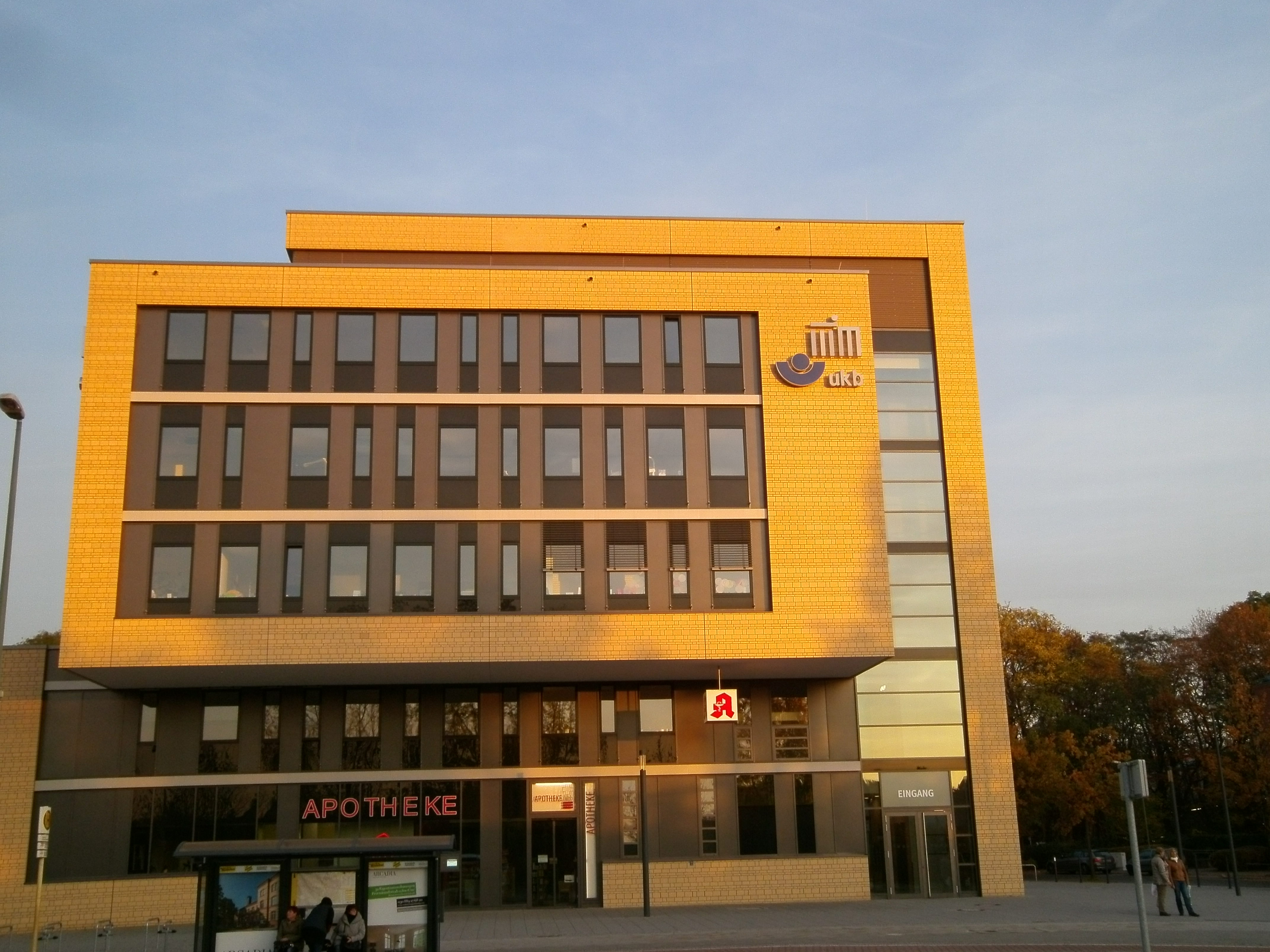
Gesundheitszentrum am ukb

- Am nördlichen Beginn des Blumberger Damms gibt es den Wellenpark, einen im Bereich der Ahrensfelder Berge gestalteten Grünzug bis zur Wuhleniederung.[6]
- Der Sportverein Fortuna Biesdorf besitzt und nutzt am Glambecker Ring Ecke Blumberger Damm Sporthallen u. a. für ihre Sektionen Handball, Basketball und Judo.[7]
Direkt an der Kreuzung steht ein Schulneubau, die Rudolf-Virchow-Oberschule.
- Gärten der Welt
- Unfallkrankenhaus Berlin mit dem ‚Gesundheitszentrum am ukb‘
- Hausnummern 12/14: Haus pro social – Jugendgästehaus, Internationale Begegnungsstätte und Flüchtlingswohnheim[8]
- Hausnummer 2G: An der Ecke Altentreptower Straße besteht seit 2019 die Arona Klinik für Altersmedizin auf einem 17.000 Quadratmeter großen Grundstück.[9]
- Paradiessiedlung, Ende der 1990er Jahre entstandene kleinteilige Wohnbebauung auf einem ehemaligen Gelände der NVA,[10] begrenzt durch Blumberger Damm (U-Bahn-Trasse) – Walsheimer Straße – Frankenholzer Weg – Püttlinger Straße.

## Kunst entlang der Straße
- Hausnummern 12–14: Im Vorgarten des Hauses pro social ist eine mehrteilige Skulptur mit dem Titel Lebenslinien nach Entwürfen von Christine Gersch installiert. Sie besteht aus verschiedengroßen farbig glasierten Keramikelementen. Sie akzentuiert die soziale Rolle des Gebäudes und wurde im Jahr 2001 im Ergebnis eines Künstlerworkshops aus Tonröhren und Zement gefertigt.[11]
- Hausnummern 139–141: An einer aus der DDR-Zeit stammenden Kinder-Kombination (aktuell: Kita Hummelburg) befinden sich drei Wandbilder von Inge Platzer aus dem Jahr 1981. Es handelt sich um ein Bild aus großflächigen geometrischen Formen mit dem Grundgestaltungselement eines auf die Spitze gestellten Quadrates. Zwei Giebelbilder stellen einen Hahn und einen Elefanten dar.[12]
- Hausnummern 227–229: Eine andere Kindereinrichtung ist ebenfalls mit Wandbildern geschmückt: Petra Jurgasch und Birgid Anders fertigten 1989 und 1996 unterschiedliche Darstellungen zum Thema „Tierwelt“. Jurgaschs Bilder – sie hatten die Begegnung von Tieren mit der Technik zum Inhalt – sind nicht mehr erhalten. Die mehrteiligen Darstellungen von Anders zeigen Pflanzen und Tiere im und unter Wasser.[13]
- Das Wandbild Harlekin von Petra Flierl an der Kindereinrichtung Blumberger Damm 231–233 ist nicht mehr erhalten. Hauszeichen Mann mit Vogel und Taube

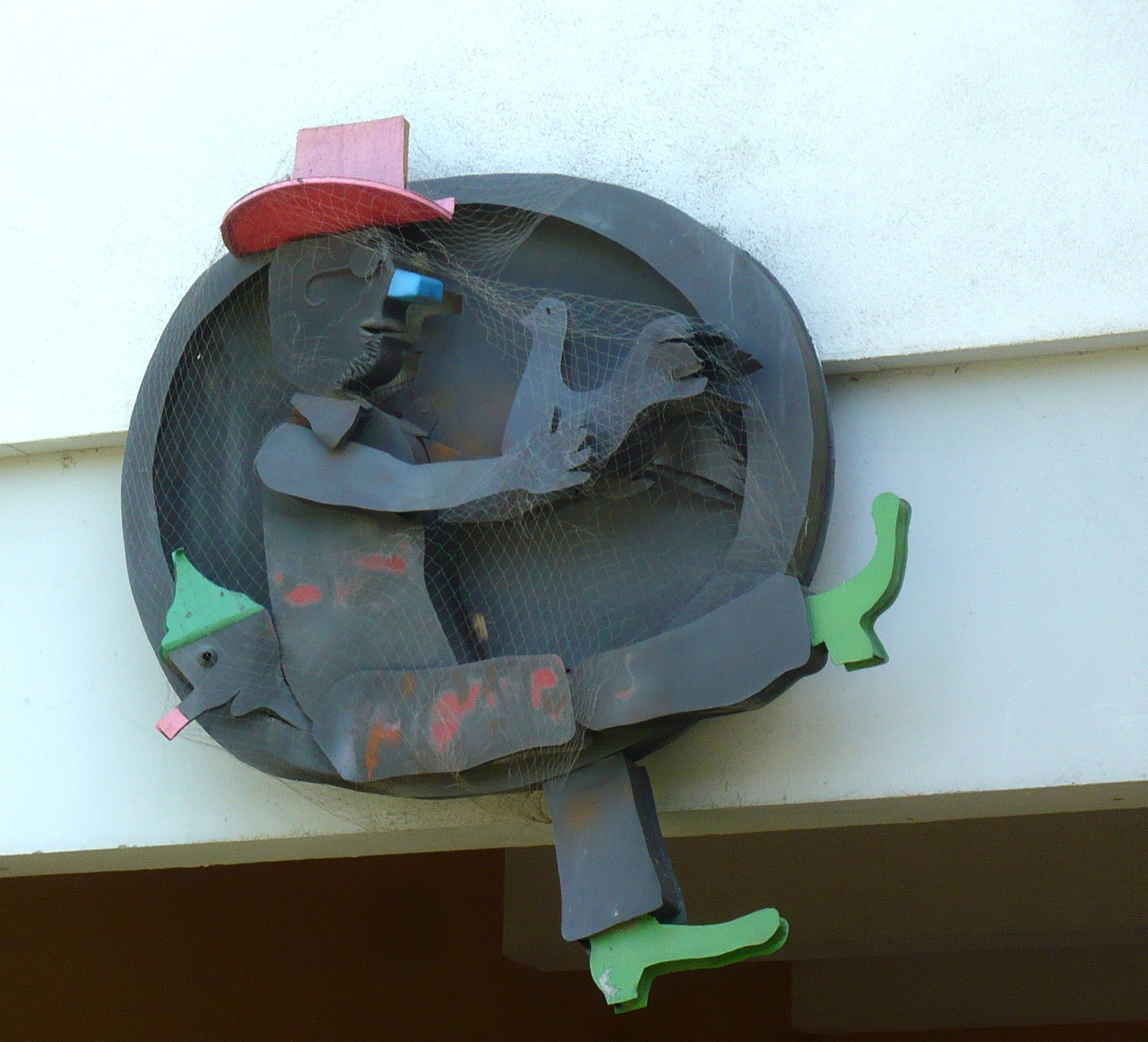
Hauszeichen Mann mit Vogel und Taube

- Hausnummerbereich 193–197: Die Fassaden der Wohnbauten sind mit einem Wandbild aufgelockert, das die verschiedenen Giebel einer Kleinstadt zeigt. Diese Kunst am Bau stammt vom Ingenieurbüro Heinz Bischoff und wurde um das Jahr 2001 bei der Rekonstruktion der Gebäude aufgetragen.[14]
- Hausnummern 218 und 202: Über Durchgängen zum Wohnhof wurden zwischen 1985 und 1987 metallene Hauszeichen Mann mit Vogel und Fisch sowie Mann mit Vogel und Taube aus der Werkstatt von Rüdiger Roehl angebracht. Diese Metallarbeiten sind nur noch in Teilen erhalten. Zur gleichen Zeit wurden an dem Wohngebäudekarree, das auch den Glambecker Ring und die Grumsiner Straße umfasst, weitere zwei Hauszeichen angebracht, die von Jan Skuin stammen und ebenfalls nur in Teilen erhalten sind (Fliegender Fisch und Mann in der Kugel).[15]